# Eidmannella rostrata
Eidmannella rostrata är en spindelart som beskrevs av Willis J. Gertsch 1984. Eidmannella rostrata ingår i släktet Eidmannella och familjen grottspindlar. Inga underarter finns listade i Catalogue of Life.